# عبد القادر ناصح الملاح
عبد القادر ناصح بك ابن مرعي باشا الملاح  (1878 - 1931) (بالتركية: Mer‘î Paşazâde Abdülkadir Nâsih Bey): سياسي سوري ونائب، من كبار الماليين ورواد الصحافة الاختصاصية في سوريا، ومشاهير شعراء التركية العثمانية.

## حياته
مولده ووفاته في حلب (سوريا)، بها تعلم وفي كل من بيروت واستانبول وباريس، وحمل شهادتي الحقوق والهندسة الزراعية. تولى إدارة فرع المصرف الزراعي العثماني في حماة ودمشق وأزمير ودار السعادة (استانبول) على التوالي، ثم عين مفتشاً عاماً لدى الإدارة المركزية للمصرف الزراعي في الآستانة. وعمل أستاذاً لمادة علم الثروة (الاقتصاد) في كلية الهندسة الزراعية (حلقه لي زراعت مكتب عاليسي) في استانبول.
أنعم عليه السلطان محمد الخامس (رشاد) بالرتبة الثانية (المتمايزة) في الهرمية العثمانية، والوسام المجيدي من الدرجة الرابعة، وميدالية المعارف الفضية.
يعد أحد رواد الصحافة الاختصاصية التركية العثمانية؛ فقد أصدر مجلة «مأمورين» في استانبول (1909-1911)، وهي أول دورية مصورة متخصصة تُعنى بالشؤون الإدارية والقانونية والمالية. كما أصدر في العام 1910 نشرة مالية واقتصادية باسم «تعرفه».
وانتخب نائباً عن ولاية حلب في مجلس المبعوثان العثماني قبيل الحرب العالمية الأولى.
حقق شهرة واسعة في الأوساط الأدبية والشعرية التركية حينما عارض بقصيدة من نظمه القصيدة الحماسية التي نظمها السلطان العثماني محمد الخامس (رشاد) في موقعة غاليبولي (الدردنيل) المعروفة في الحوليات التركية العثمانية باسم (شنق قلعة سافاشلاري) في العام 1915. وقد نشرت قصيدته تلك في كبريات صحف استانبول في تلك الفترة ومن أبرزها «تصويري أفكار»، بالإضافة إلى أن أصلها المخطوط ما يزال محفوظاً في كل من مكتبة متحف توب كابي قسم السلطان محمد الخامس (رشاد) ومكتبة مجمع التاريخ التركي، كما تناولها بالبحث والدرس عدد من الباحثين الأتراك المعاصرين. 
نشر الباحثان التركيان Yaşar Karayalçın و Ahmet Mumcu في كتابهما Türk hukuk bibliyografyasi مسرداً بالبحوث والدراسات في العلوم القانونية والإدارية التي وضعها بقلمه والمنشورة في الدوريات الصادرة في استانبول.
واعتمد الباحث Hüseyin Özdemir في سياق دراسته لتطور النظم البيروقراطية الإدارية والعسكرية والدينية للدولة العثمانية على البحوث والدراسات القانونية والإدارية التي وضعها. 
من مؤلفاته المطبوعة بالتركية «دليلي تجاري»، وهو دليل تجاري واقتصادي عن استانبول أصدره في العام 1919.
استمر في الإقامة في استانبول حتى بدايات العام 1920 وعندئذ قرر العودة إلى بلاده، حيث وضع نفسه في خدمة الحكومة العربية وساهم في سياسة التعريب التي انتهجتها، ومن مؤلفاته في هذا المجال معجم «ألف باء ناصح» لتعليم اللغة العربية الذي أصدره بحلب في العام 1920.
وفي مرحلة الانتداب الفرنسي عرف من مناصبه تعيينه قائمقام لقضاء اعزاز في العام 1923، ثم أسند إليه منصب مدير المصرف الزراعي المركزي لدولة حلب في العام 1924.
أخيراً، انتخب عضواً في مجلس إدارة غرفة زراعة حلب (1928-1930).
أصدر مجلة «الجريدة الزراعية» في حلب (1924-1925)، وهي من أوائل المجلات السورية المتخصصة بالاقتصاد الزراعي. 
برز في الحركات الوطنية، ونادى بالوحدة السورية. وفي العام 1926 اضطلع بدور رئيس في إسقاط محاولة سلطات الانتداب فصل ولاية حلب عن الدولة السورية وجعلها دولة مستقلة من جديد؛ فاعتقل وسجن وغرم وعزل من منصبه في إدارة المصرف الزراعي لأسباب سياسية.
بالإضافة إلى ذلك، كان أحد أهم التجار السوريين المصدرين للحبوب، ومن أوائل أصحاب وكالات الآليات (الفابريكات) الزراعية بحلب. وقد تضرر نشاطه التجاري إبان الأزمة الاقتصادية العالمية (1929-1931).